# 瓦克里耶特埃尔基耶尔
瓦克里耶特埃尔基耶尔（法語：Vacqueriette-Erquières）是法国北部-加来海峡大区加来海峡省的一个市镇，属于蒙特勒伊区帕尔克县。该市镇2009年时的人口为253人。

## 人口
瓦克里耶特埃尔基耶尔人口变化图示
| 数据来源：INSEE |